# Place Charles Rogier

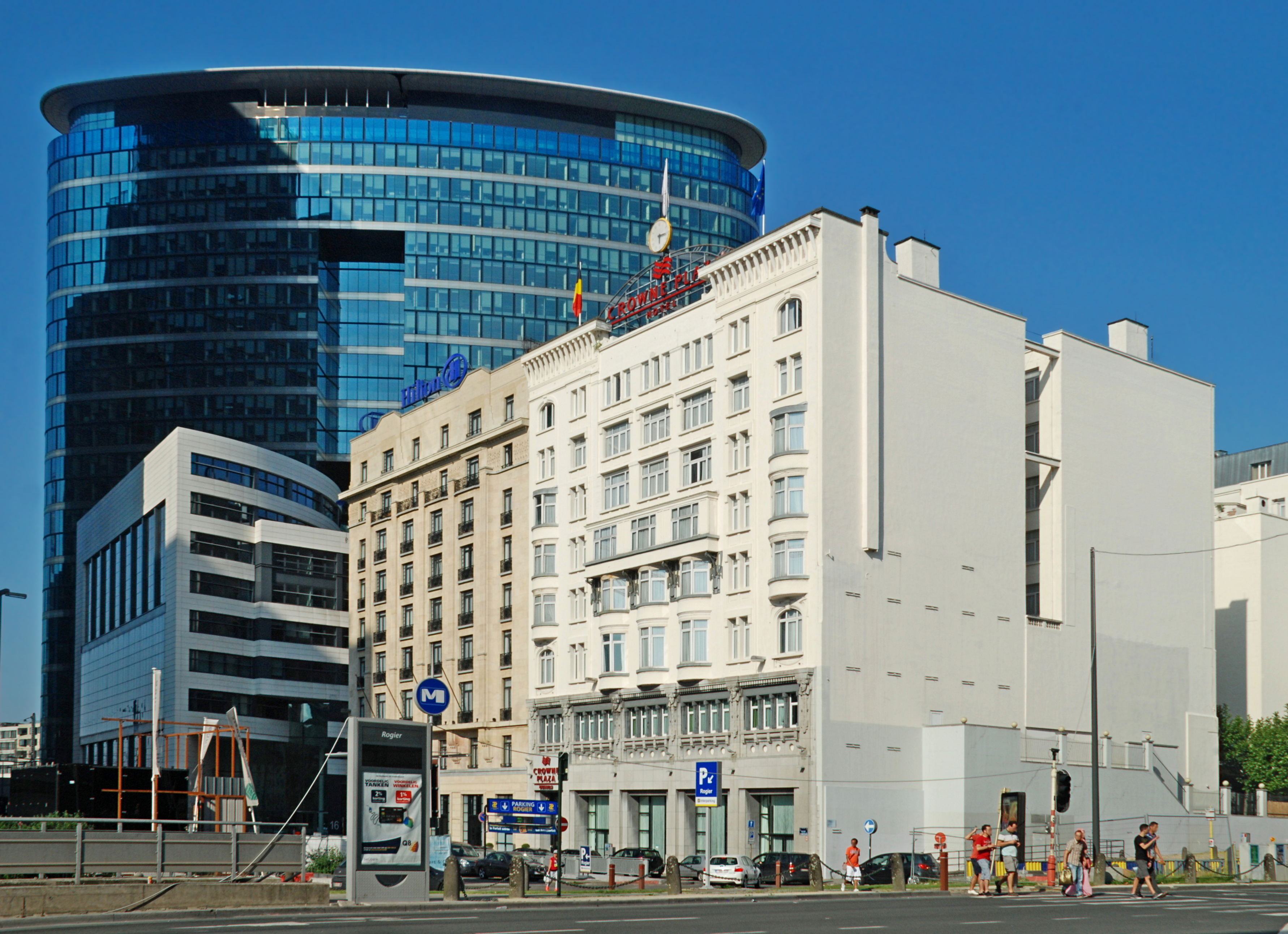
De gauche à droite, le Covent Garden, l'Hôtel Albert Ier et le Palace Hôtel.

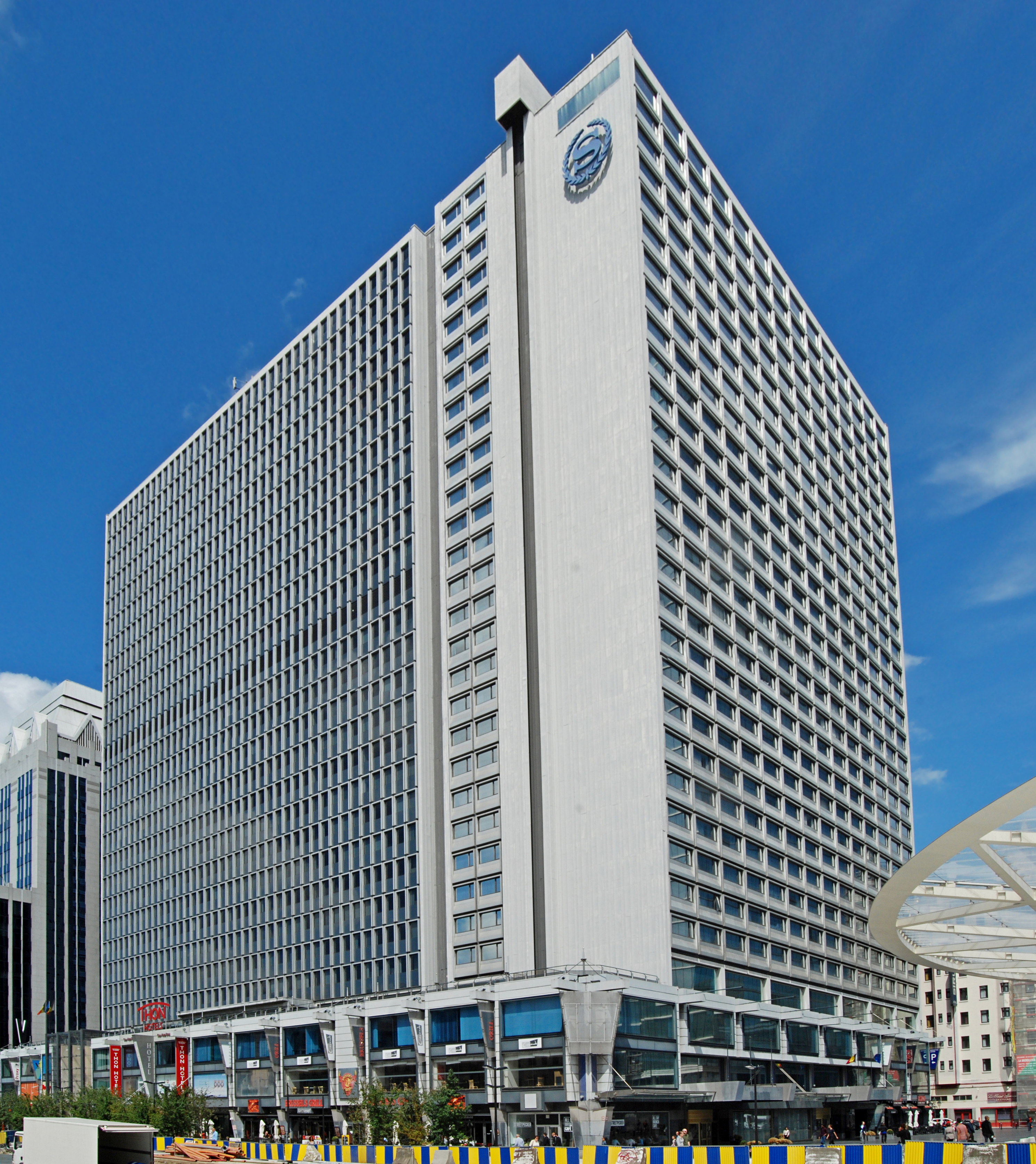
Le Manhattan Center (1972).

La place Charles Rogier (en néerlandais : Karel Rogierplein), souvent abrégée place Rogier (en néerlandais : Rogierplein), est une place bruxelloise de la commune de Saint-Josse-ten-Noode. Cette place est un nœud de communication important aussi bien sur le plan routier que sur le plan des transports en commun. De nombreux hôtels, bureaux et commerces la jouxtent. La rue Neuve, l'artère commerçante la plus fréquentée du pays, s'y termine.

## Toponymie
La place porte le nom du journaliste et homme politique belge Charles Rogier, né à Saint-Quentin en 1800 et décédé à Saint-Josse-ten-Noode en 1885.

## Histoire
Cette place était autrefois animée par les transports en commun, qui aujourd'hui circulent pour la plupart en souterrain. 
La gare du Nord s'y tenait jusqu'au milieu des années 1950. Elle fut déplacée de plusieurs centaines de mètres vers le nord lors de l'achèvement de la construction de la jonction Nord-Midi. 
Le centre international Rogier, haut de 117 m, érigé en 1960 sur l'ancien emplacement de la gare, hébergea le Théâtre national de Belgique jusqu'en 1999. Le bâtiment fut démoli en 2001. 
Bruxelles possède également une rue et une avenue Rogier.

Photographies anciennes
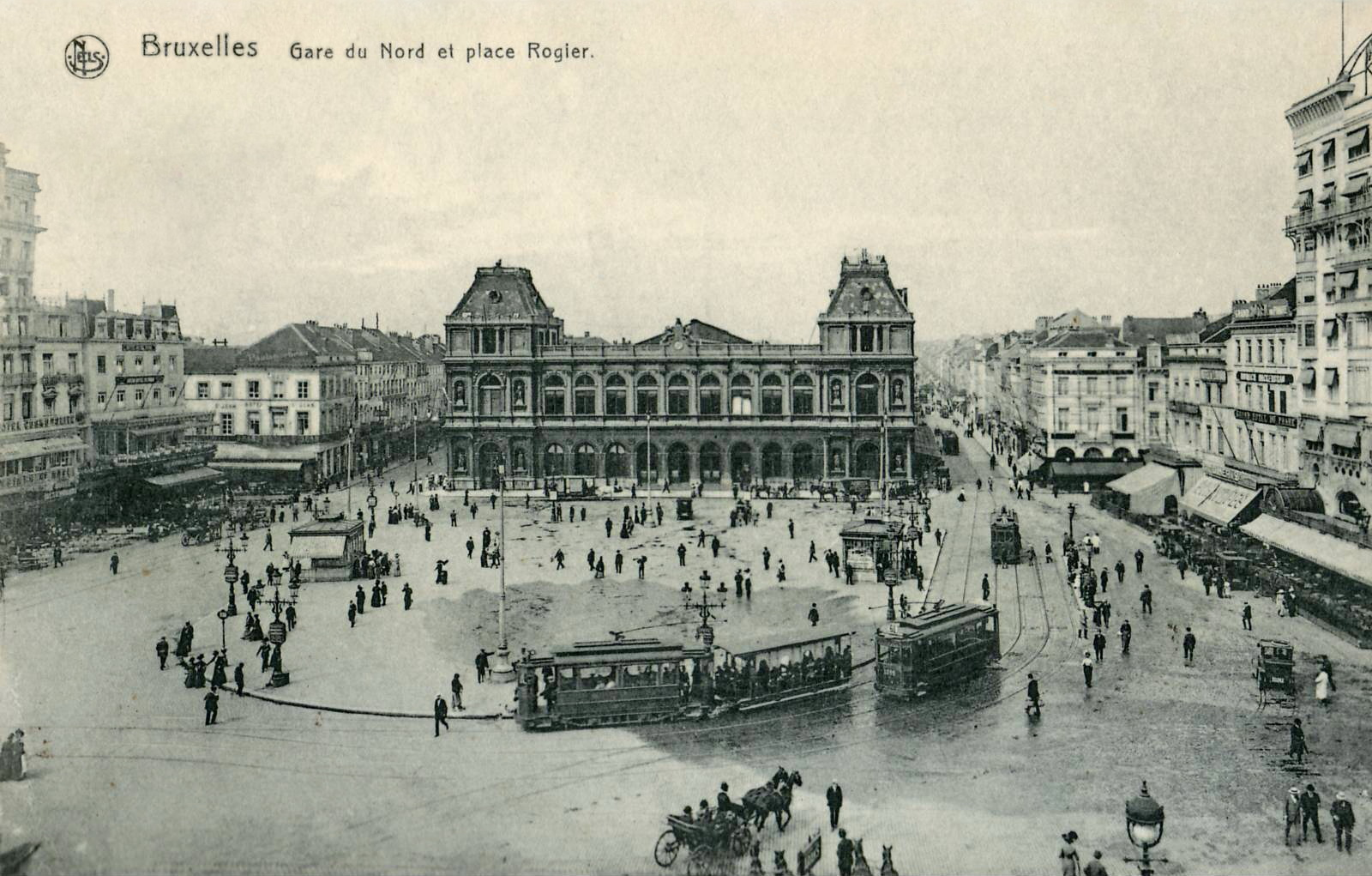
La place au début du XXe siècle, avec l'ancienne gare du Nord et les tramways.
La place Rogier autour de 1910.

## Patrimoine architectural
La place Rogier abrite un important patrimoine architectural :
- le Palace Hôtel, hôtel de style « Art nouveau géométrique » édifié par l'architecte Adhémar Lener en 1909 ;
- l'Hôtel Albert Ier, immeuble de style Art déco édifié par l'architecte Michel Polak en 1929 ;
- l'Hôtel Siru, hôtel de style moderniste et Art déco édifié par Marcel Chabot en 1932 ;
- le Manhattan Center, un immeuble de style fonctionnaliste construit par le Groupe Structures en 1972 ;
- la Tour Rogier (anciennement Tour Dexia), construite en 2006 à l'emplacement du centre international Rogier par les bureaux d'architectes et ingénieurs Philippe Samyn and Partners et le bureau d'architectes M. & J-M. Jaspers - J. Eyers & Partners ;
- le Covent Garden, immeuble de style postmoderne construit par le Bureau d'architecture Henri Montois en 2004-2007.

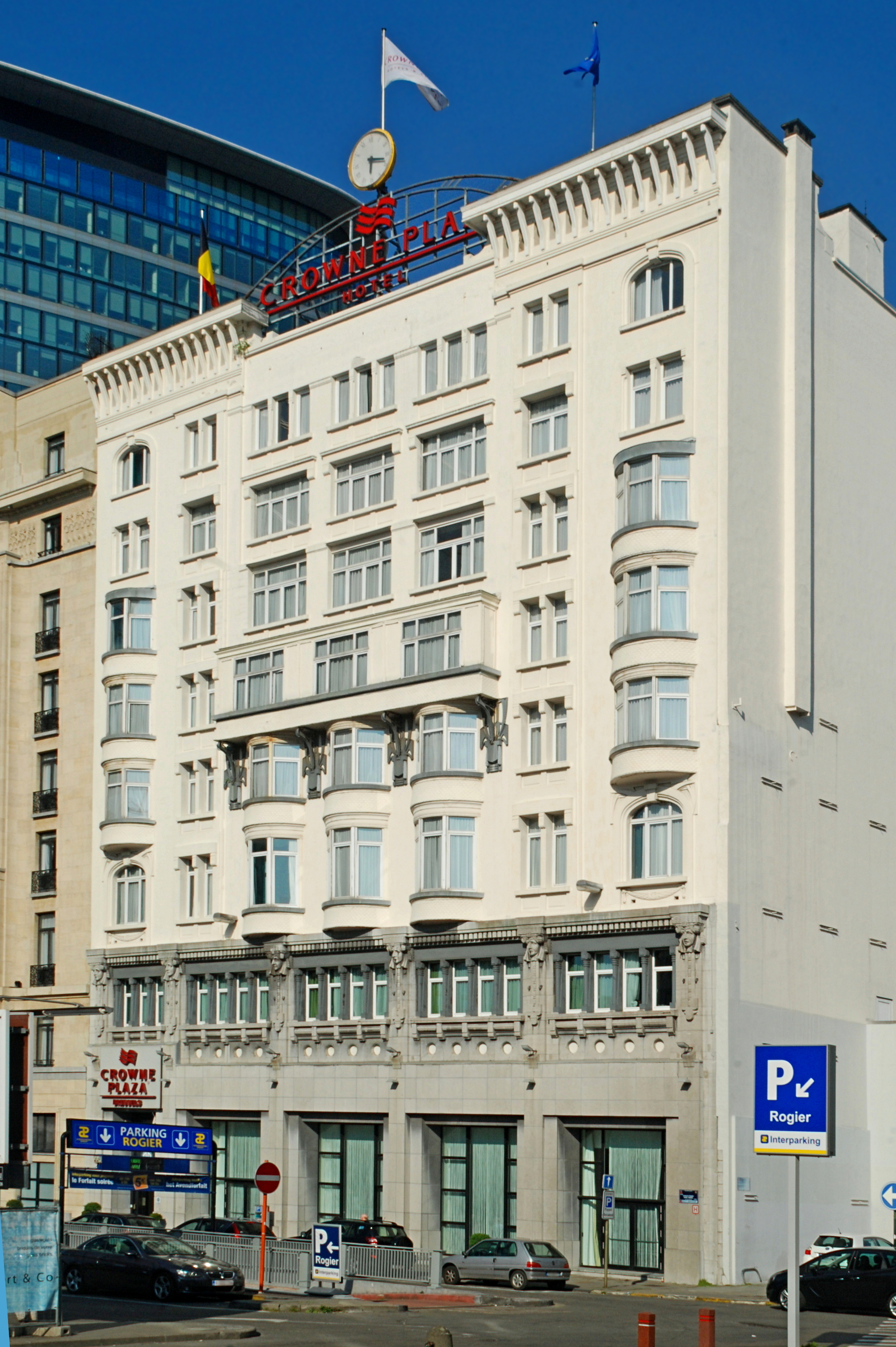
Palace Hôtel (1909).
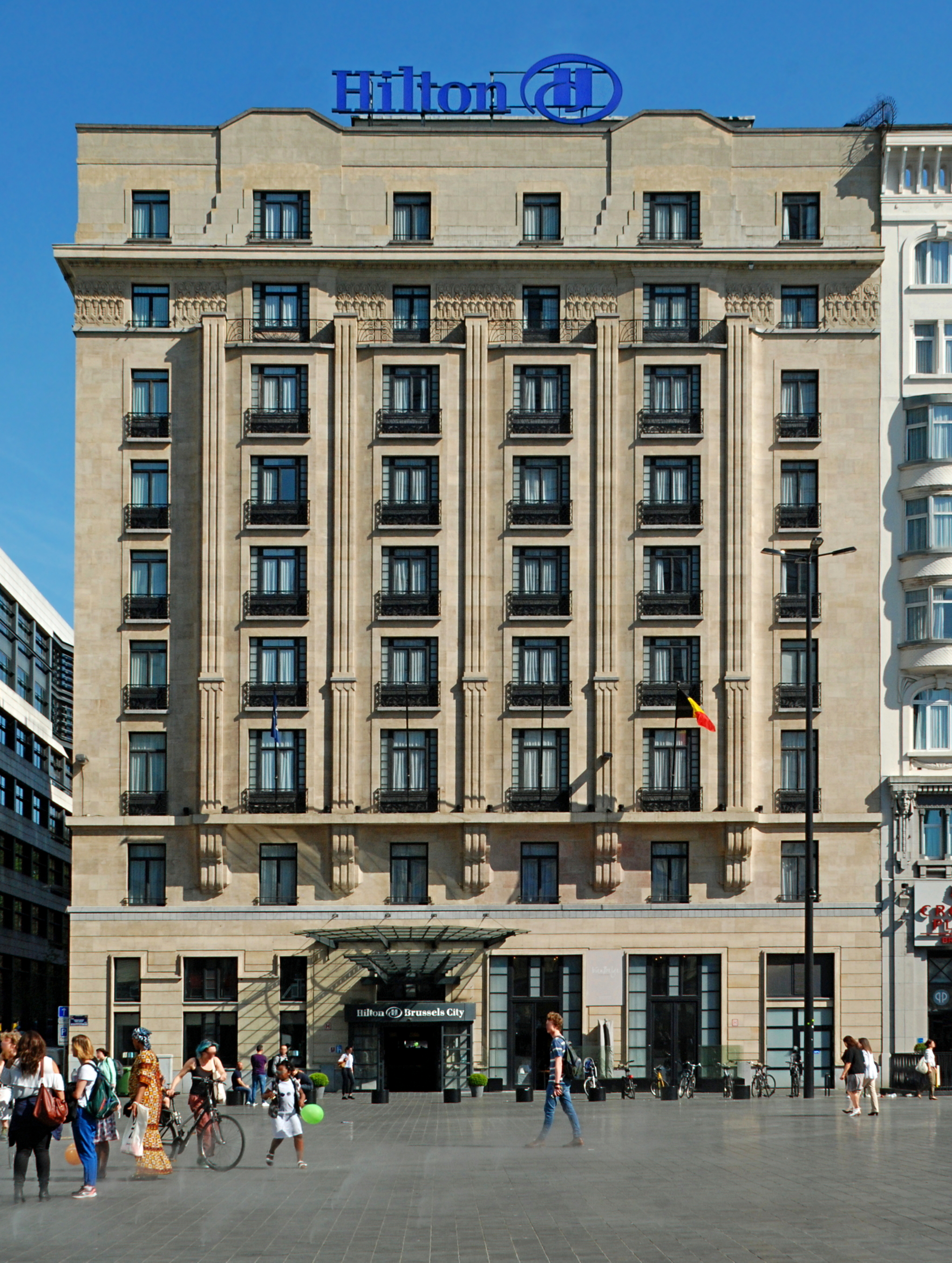
Hôtel Albert Ier (1929).
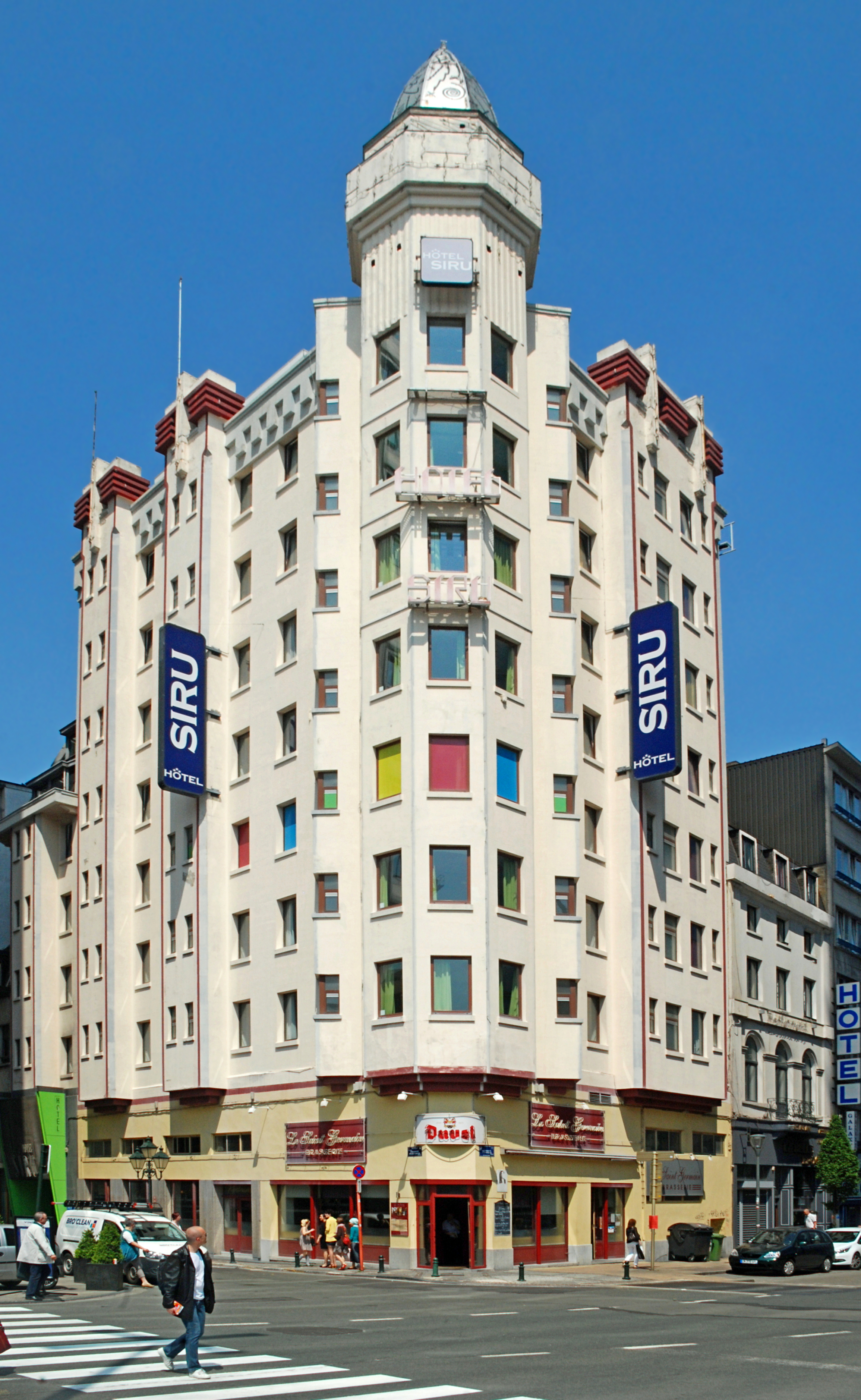
Hôtel Siru (1932).
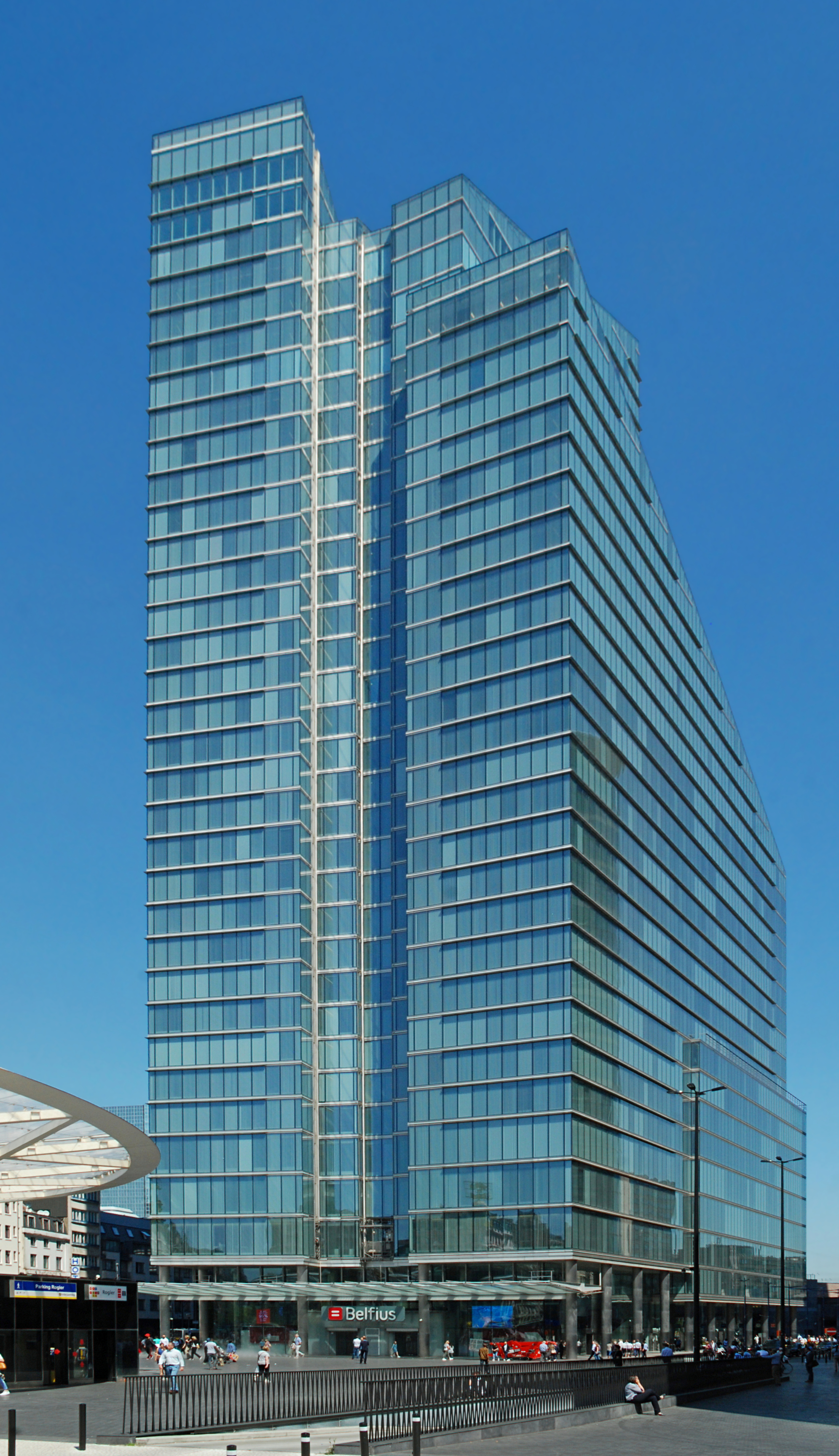
Tour Rogier (2006).
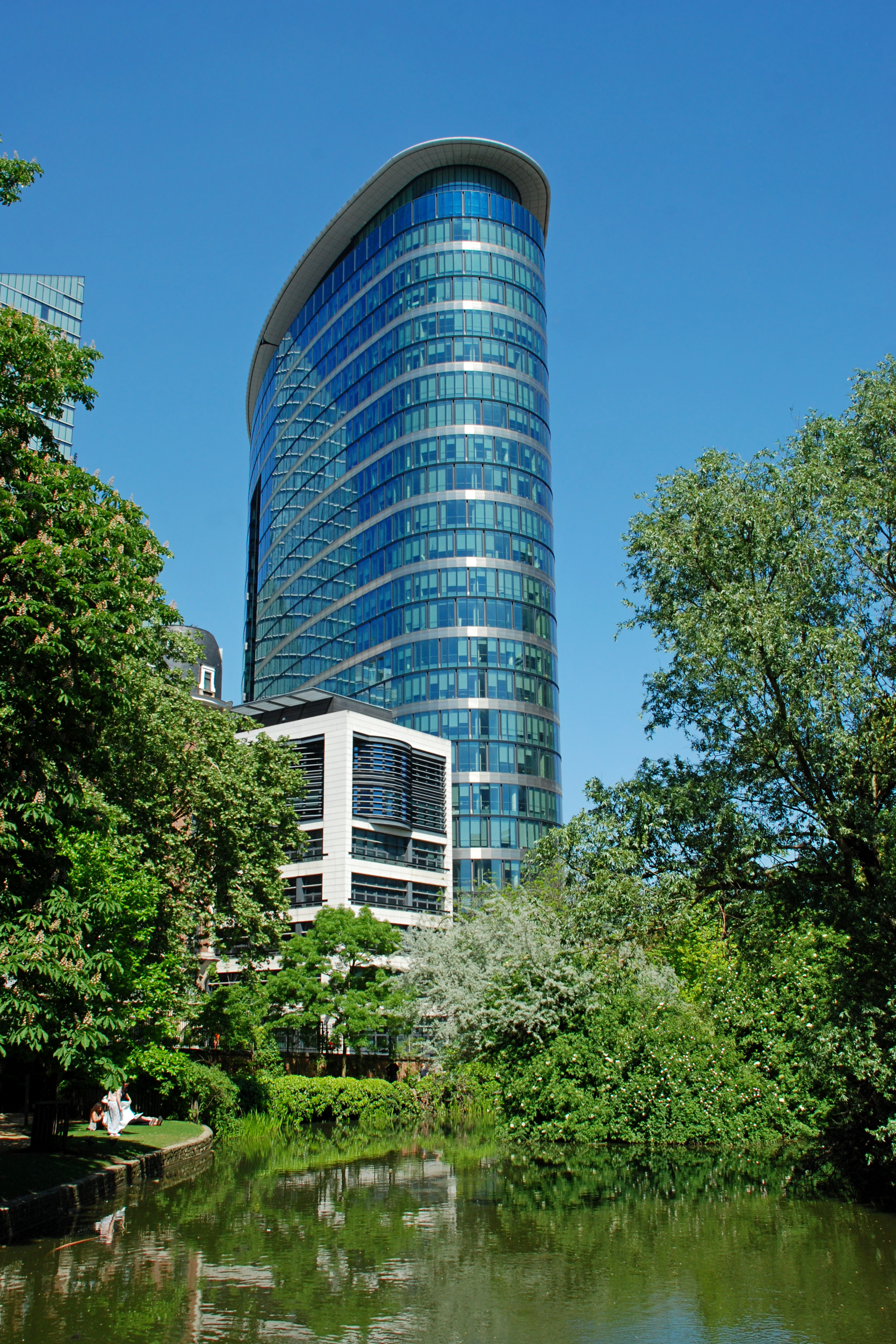
Covent Garden (2007).

## Le réaménagement de la place
Le centre de la place était occupé jadis par une petite pyramide de verre, qui protégeait l'entrée d'un parking souterrain et n'était pas sans rappeler la pyramide du Louvre, en beaucoup plus modeste.
La Région de Bruxelles-Capitale a décidé en 2006 le réaménagement total de la place. Le chantier de rénovation de la place, de ses souterrains, ainsi que d'une partie de la petite ceinture a duré de 2008 à 2017. Le projet a fait l'objet d'un concours international d'architecture. Par ailleurs, il a été décidé d'installer un gigantesque auvent directement lié à la station Rogier.

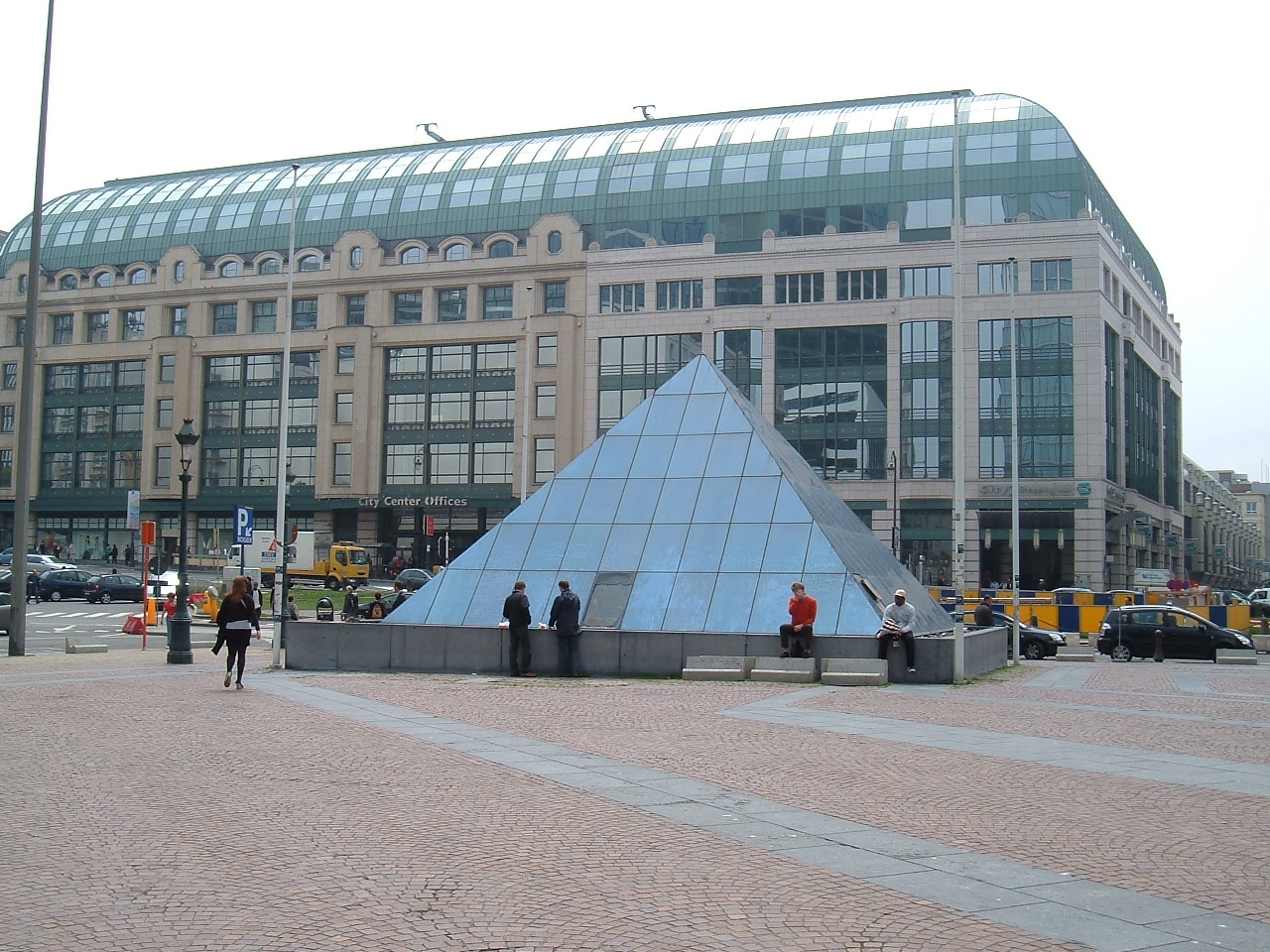
La pyramide de verre, aujourd'hui disparue.
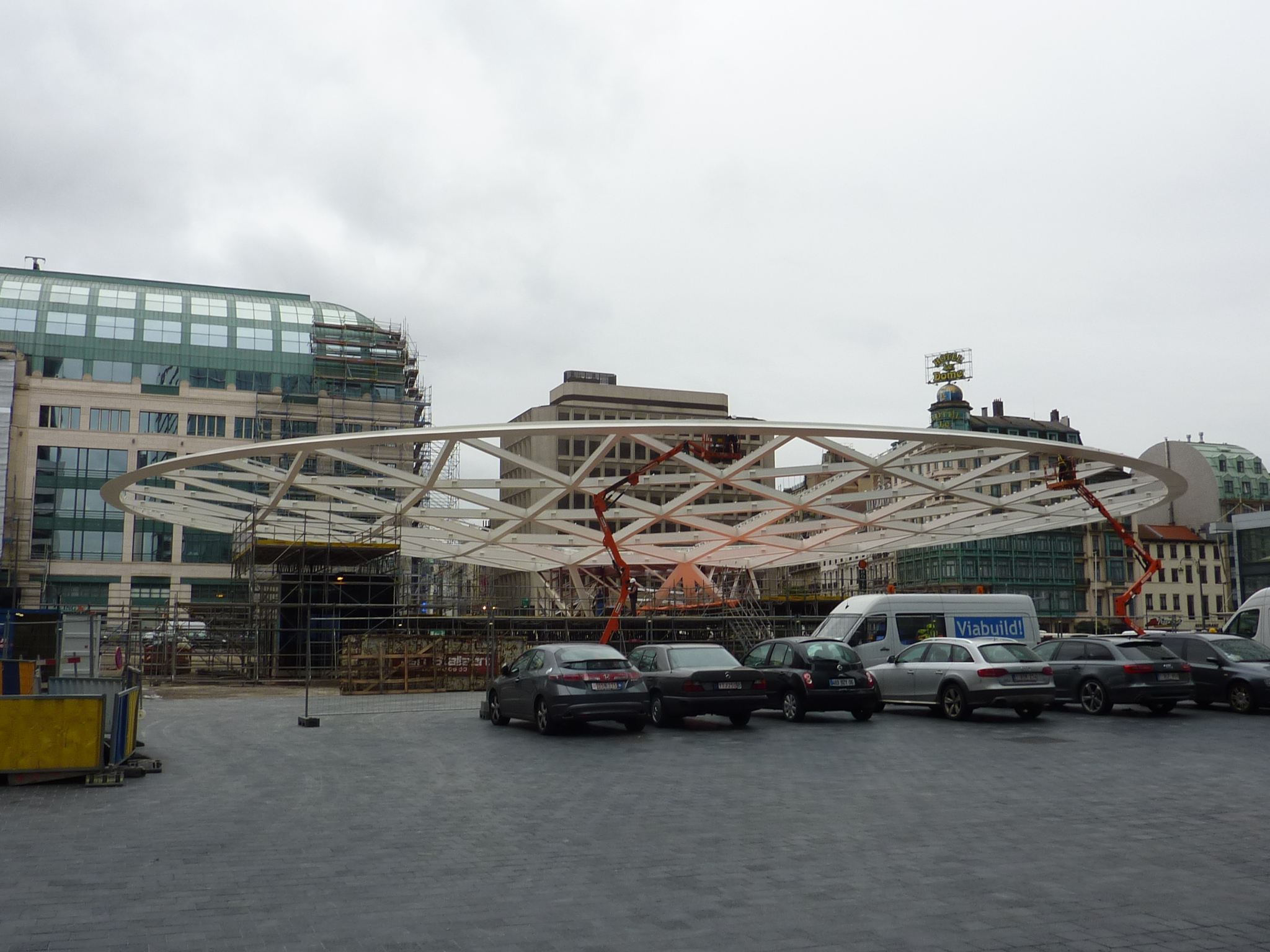
L'auvent en construction en 2015.

## Accès
| ___ | Ce site est desservi par la station de métro : Rogier. |